# Paul Pallesen
Paul Pallesen (* 1956) ist ein niederländischer Jazzmusiker (Gitarre, Banjo, Bouzouki, Komposition).
Pallesen gehörte nach seinem Musikstudium in Amsterdam 1993 zu den Gründungsmitgliedern der Gruppe Gravitones (neben Augusto Forti, Raoul van der Weide und Wim Janssen), mit der er mehrere Alben aufnahm. Er ist weiterhin Mitglied von Joost Buis’ Astronotes und der Gruppe Drones in the Bones.
1995 gründete er die Gruppe Bite the Gnatze, der der Keyboarder Frank van Bommel, der Posaunist Joost Buis, der Klarinettist Michel Duijves, der Saxophonist Steven Kamperman, der Kontrabassist Meinrad Kneer und der Perkussionist Alan Purves angehörten. Seit 2001 erschienen mit der Band fünf Alben, für die Pallesen die meisten Kompositionen schrieb. In jüngerer Zeit gründete Pallesen mit Jorrit Dijkstra und Steve Heather die Gruppe Tone Dailing, die auf dem Gebiet der elektroakustischen Musik arbeitet.
Als Sideman arbeitete Pallesen u. a. mit Cor Fuhler, Wilbert de Joode, Martin van Duynhoven, Michael Vatcher, Jaap Blonk und Mark Alban Lotz. Außerdem beteiligte er sich an verschiedenen Theater- und Tanztheaterprojekten und gehört zu Spoken Beat Night mit der Sängerin Jeannine Valeriano und dem Bassklarinettisten Maarten Ornstein.

## Diskographische Hinweise
- Gravitones plus Sounding Brass, 1999
- Gravitones & Strings – Live at the Bimhuis
- Bite the Gnatze: Wilde dans in een afgelegen berghut, 2003
- Joost Buis: Astronotes, 2004
- Jaap Blonk & Bart Van Der Putten & Paul Pallesen Off Shore, 2004
- Tone Dialling Rigop Me. 2006
- Jorrit Dijkstra: Pillow Circles, 2010
- Bite the Gnatze: Peeling of Slowly, 2011
- Bite the Gnatze: Good Bike, Fair Wheel, 2019